# Saniyya Sidney
Saniyya Sidney (IPA: [səˈnaɪə]; Los Angeles, 30 ottobre 2006) è un'attrice statunitense.

## Carriera
Sidney ha iniziato la sua carriera da attrice nel 2012, con un ruolo minore nel cortometraggio horror The Babysitters. Nel 2016 ha fatto una apparizione nella miniserie Radici ed è poi entrata nel cast della serie TV American Horror Storyː Roanoke nel ruolo ricorrente di Flora Harris, che è stato anche il ruolo di svolta della sua carriera. Sidney ha interpretato il ruolo di Raynell Maxson nel film Barriere, e il ruolo di Constance Johnson nel film biografico Il diritto di contare, entrambi usciti nel 2016. I film vennero apprezzati dalla critica e le fecero ottenere le candidature al Critics' Choice Award al miglior cast corale e allo Screen Actors Guild Award per il miglior cast cinematografico.
Successivamente ha recitato nel film di supereroi Fast Color interpretando la parte di Lila, la figlia di Ruth. Nel 2019 Sidney viene ingaggiata nel ruolo principale di Amy Bellafonte nella serie TV Fox The Passage e la sua prova viene lodata dalla critica. La serie TV viene però cancellata dopo una sola stagione. Nello stesso anno ha partecipato allo speciale comico Netflix Kevin Hart's Guide to Black History che è stato distribuito a febbraio.
Sidney appare nel 2021 nel film Una famiglia vincente - King Richard nel ruolo di Venus Williams, una figlia di Richard Williams, e in The First Lady, serie tv di Showtime nel ruolo di Sasha Obama.

## Filmografia

### Cinema
- The Babysitters, regia di Constance Tillotson – cortometraggio (2012)
- Il diritto di contare (Hidden Figures), regia di Theodore Melfi (2016)
- Barriere (Fences), regia di Denzel Washington (2016)
- Fast Color, regia di Julia Hart (2018)
- Una famiglia vincente - King Richard (King Richard), regia di Reinaldo Marcus Green (2021)

### Televisione
- Radici (Roots) – miniserie TV, puntata 02 (2016)
- American Horror Story – serie TV, 4 episodi (2016)
- Kevin Hart's Guide to Black History, regia di Tom Stern – film TV (2019)
- The Passage – serie TV, 10 episodi (2019)
- The First Lady – serie TV, 5 episodi (2022)

## Doppiatrici italiane
- Chiara Fabiano in Radici, American Horror Story, The Passage
- Sara Tesei in Il diritto di contare
- Anita Ferraro in Barriere
- Ilaria Pellicone in Una famiglia vincente - King Richard